# Artibonite (rivier)
De Artibonite is de langste rivier van Haïti. Aan het begin stroomt ze ook door de Dominicaanse Republiek, en voor een gedeelte vormt ze de grens tussen deze twee landen. Ze heeft de naam gegeven aan het departement Artibonite.
Omdat de meeste andere rivieren in het land een deel van het jaar droogliggen, is de Artibonite de meest geschikte rivier voor de visserij. Het is tevens de enige rivier van Haïti die bevaarbaar is, voor kleine boten over de laatste 150 km tot aan de Golf van Gonâve. Verder stroomopwaarts is de rivier vaak minder dan een meter diep. Sommige delen drogen zelfs volledig op in bepaalde seizoenen.
In de rivier is tussen 1957 en 1959 het stuwmeer Péligre aangelegd voor de opwekking van elektriciteit. Dit meer van 4800 hectare bevindt zich in het departement Centre.
De Artibonitevallei (800 km²) is middelmatig vruchtbaar en belangrijk voor de Haïtiaanse landbouw. Het water van de rivier wordt in deze vallei gebruikt voor irrigatie.
De belangrijkste plaatsen aan de Artibonite zijn Mirebalais en Petite-Rivière-de-l'Artibonite.

## Zijrivieren
In de Artibonite komen de volgende rivieren uit:
- Guayamouc
- Boucan Carré
- L'Estère
- Fer-a-Cheval
- Lascahob
- Riviere Roy Sec